# Église du Danemark
L'Église du Danemark, Église évangélique-luthérienne du Danemark ou Église nationale danoise est l'Église nationale officiellement protégée au Danemark. C'est une Église luthérienne fondée en 1536.
L'Église du Danemark est membre de la Fédération luthérienne mondiale. Elle est observatrice à la Communion de Porvoo.
Cette communauté issue de la Réforme entretient un dialogue œcuménique avec le diocèse catholique de Copenhague.
Elle est organisée en 11 diocèses :
- le diocèse de Copenhague
- le diocèse d'Elseneur
- le diocèse de Roskilde
- le diocèse de Lolland-Falster
- le diocèse de Fionie
- le diocèse d'Aalborg
- le diocèse de Viborg
- le diocèse d'Aarhus
- le diocèse de Ribe
- le diocèse d'Haderslev
- le diocèse du Groenland.

L'Église n'a pas d'archidiocèse.
En 2007, l'ancien « diocèse des Féroé » est devenue l'Église nationale féroïenne, indépendante de l'Église du Danemark.
Les relations entre l'Église et le gouvernement sont gérées par le ministère des Affaires ecclésiastiques.